# Kookaburra (moneda)

## Koocaburra de plata.
La Kookaburra es una moneda de origen australiana, acuñada empleando un 99,99% de plata (Ag). Existen distintos tamaños que estriban desde la onza troy (31,104 gramos), al kilo. En otro contexto su pureza es de .999, lo que se conoce como plata fina.
Su tallado de la entrañable ave australiana, confieren a esta moneda una belleza sin igual, siendo una de las favoritas entre coleccionistas de plata e inversores en el precioso metal. Su demanda se disparó tanto en occidente como en oriente, debido esencialmente a la grave depresión sufrida en 2008, que dio lugar a uno de los ciclos más negros de la economía mundial.

Las monedas Kookaburra son producidas en los siguientes formatos y tamaños.
| Valor facial | Peso en Plata | Peso de la moneda | Diámetro | Grosor  |
| ------------ | ------------- | ----------------- | -------- | ------- |
| AU$30        | 1 kilogramo   | 1002.502g         | 101.00mm | 14.60mm |
| AU$10        | 10 Onzas Troy | 312.347g          | 75.50mm  | 8.70mm  |
| AU$2         | 2 Onzas Troy  | 62.770g           | 53.30mm  | 4.50mm  |
| AU$1         | 1 Onza Troy   | 31.635g           | 40.60mm  | 4.00mm  |

## Historia de las Kookaburras de plata de una onza.
| Año  | A granel, sin circular | Estándar y otras monedas de edición especial |
| ---- | ---------------------- | -------------------------------------------- |
| 1990 | 300,000                | ???                                          |
| 1991 | ???                    | ???                                          |
| 1992 | 300,000                | 750                                          |
| 1993 | 600,000                | 14,500                                       |
| 1994 | ???                    | 20,000                                       |
| 1995 | ???                    | 300,000                                      |
| 1996 | 300,000                | 17,400                                       |
| 1997 | 300,000                | 2,000                                        |
| 1998 | ???                    | ???                                          |
| 1999 | ???                    | 55,000                                       |
| 2000 | ???                    | ???                                          |
| 2001 | ???                    | ???                                          |
| 2002 | ???                    | ???                                          |
| 2003 | ???                    | ???                                          |
| 2004 | ???                    | ???                                          |
| 2005 | ???                    | ???                                          |
| 2006 | ???                    | ???                                          |
| 2007 | ???                    | ???                                          |
| 2008 | ???                    | ???                                          |
| 2009 | ???                    | ???                                          |

- Datos: Q652606
- Multimedia: Australian Silver Kookaburra / Q652606